# Мисс Америка 1935
Мисс Америка 1935 (англ. Miss America 1935) — 9-й конкурс красоты Мисс Америка, проводился 7 сентября, 1935 года в Steel Pier, Атлантик-Сити, штат Нью-Джерси. По прибытии в Атлантик-Сити, конкурсанткам было впервые в истории конкурса настоятельно рекомендовано продемонстрировать свои таланты.

## Судьи
Список судей:
- Луи Сент-Джон (президент Торговой палаты Атлантик-Сити);
- Нильс Гранлунд (Нью-Йорк);
- Винсент Тротта (художественный руководитель Paramount Pictures);
- Элиас Голденски (фотограф из Филадельфии);
- Уолтер Торнтон;
- Уиллард ван дер Вер (лауреат премии Оскар за кинематографию);
- Джузеппе Донато (скульптор).

## Участницы
| - Атланта — ЛаРу Уилсон - Бирмингэм — Адалинн Оуэнс - Блумфилд — Милдред Хьюз - Бриджпорт — Лоретта Тарлецки - Бриджпорт — Соня Элизабет Бэнкс - Бриджтон — Джерри Хестер - Бруклин — Грейс Таусс - Камден — Лена Меламед - Цинциннати — Беатрис Пфайффер - Кливленд — Элеонора Папин - Коннектикут — Маргаретта Савина Клинг - Коншоокен — Хелен Свелли - Де-Мойн — Конни Розали Роузфилд - Округ Делавэр — Флоренс Кармен - Гленридж — Норин Хьюз - Хартфорд — Маргарет Холмс - Хиллсайд — Дороти Уэйнрайт - Лэйк Хопатконг — Энн Голем | - Леоминстер — Рита Мэй Кинг - Литтл Фаллс — Мадлен Хьюз - Массачусетс — Луиза Рюбесам - Миннесота — Милдред Барретт - Моунт Холли — Эстер Мур - Ньюарк — Энн Харви - Портленд — Эдит Лукреса Смит - Провиденс — Беатрис МакКензи - Квинс — Мэри Стэнли - Риверсайд — Отелия Митч - Скрантон — Алиса Браун - Тамага — Клэр Спорт - Теннесси — Сара Максин Борода - Вентнор Сити — Дороти Кол - Вест Оранж — Энн Халко - Вест Уорик — Леона Муха - Уилкс-Барре — Гертруда Шапперт - Вудбери — Тельма Фукс |  |

## Примечание
1. ↑  Associated Press (8 сентября 1935). Miss Pittsburgh Wins Beauty Crown. The New York Times. p. 25.
2. ↑  Loretta Young's Double New Queen Of U.S. Beauty. Syracuse Herald. 8 сентября 1935. p. 8D.
3. ↑  Associated Press Wire Photo (14 сентября 1935). A Crown For Miss America. Daily Democrat-Times. p. 5.
4. ↑  Henrietta Leaver 1935. Дата обращения: 19 августа 2010. Архивировано из оригинала 29 сентября 2010 года.

## Ссылка
- Официальный сайт «Мисс Америка»